# Goderdsi Urgebadse

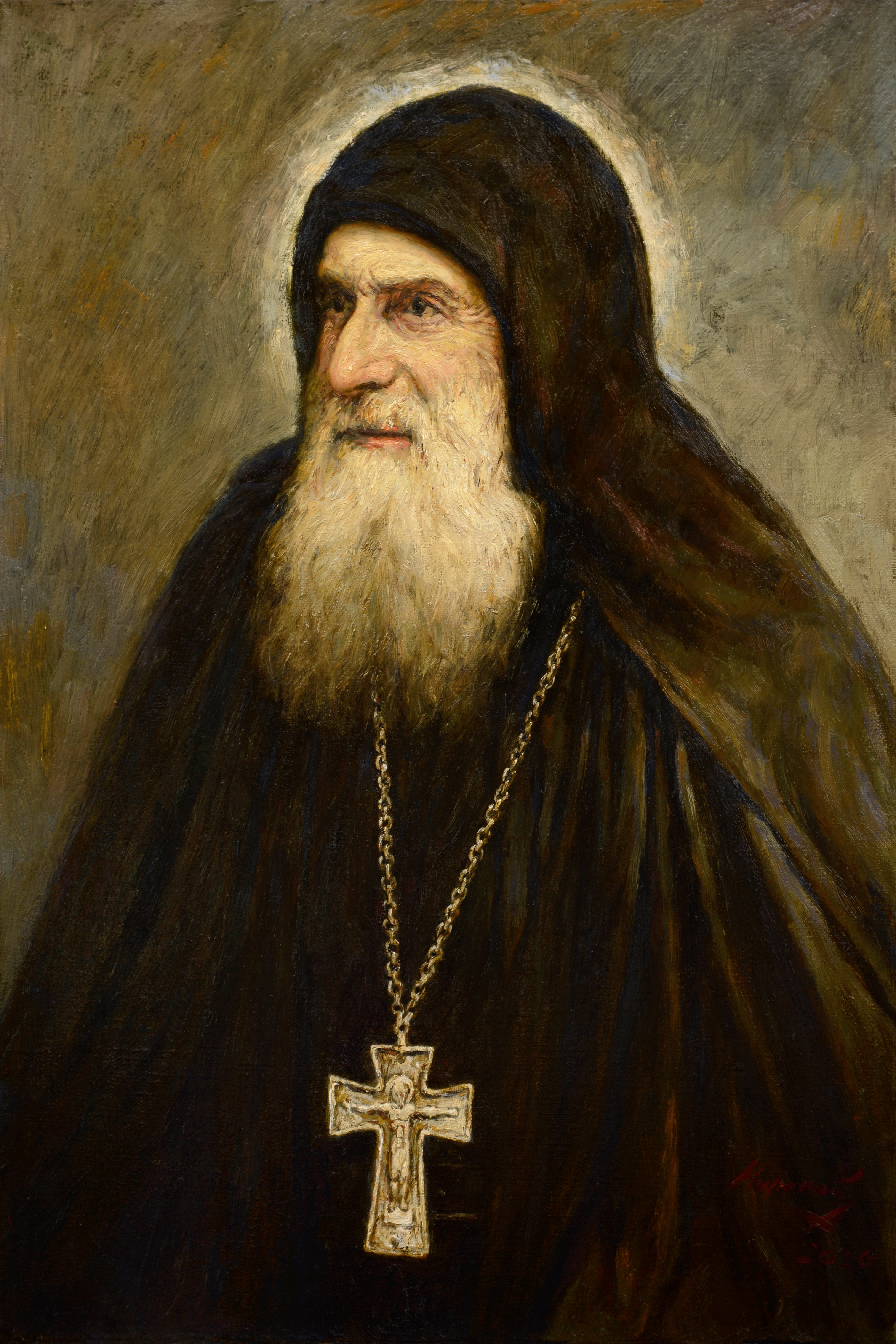
Abbildung von Goderdsi Urgebadse

Sankt Gabriel, geboren als Goderdsi Urgebadse (georgisch გოდერძი ურგებაძე; * 26. August 1929 in Tiflis, Georgische SSR; † 2. November 1995 in Mzcheta, Georgien), war ein georgischer orthodoxer Mönch, der für sein monastisches Leben und seine Frömmigkeit verehrt wurde und während der Sowjetära unter Verfolgung zu leiden hatte. Gabriels Grab in Mzcheta zieht heute eine große Zahl von Pilgern an. Die georgisch-orthodoxe Kirche hat ihn am 20. Dezember 2012 offiziell als Heiliger Vater St. Gabriel, Bekenner und Narr in Christo heiliggesprochen.

## Leben
Gabriel wurde als Goderdsi Urgebadse in Tiflis geboren. Sein Vater starb 1931 unter ungeklärten Umständen, als Georgien von stalinistische Repressalien überzogen und die Religion verfolgt wurde. Urgebadse soll von seiner Kindheit an ein tiefreligiöser Mensch gewesen und mit 12 erstmals in ein Kloster eingetreten sein. Nachdem er seinen Pflichtdienst in der sowjetischen Armee abgeleistet hatte, wurde er 1955 zum Mönch geweiht und nahm den Ordensnamen Gabriel an. Am 1. Mai 1965 wurde er in ganz Georgien bekannt, als er während einer Parade zum Internationalen Tag der Arbeit in der Innenstadt von Tiflis ein Transparent mit der Darstellung von Wladimir Lenin in Brand setzte und die Menge ermahnte, keine Götzenverehrung zu betreiben und zum christlichen Glauben zurückzukehren. In Reaktion darauf soll er von der wütenden Menge fast zu Tode geprügelt worden sein und 17 Knochenbrüche erlitten haben. Er wurde danach vom KGB verhört, gefoltert und in eine psychiatrische Klinik eingewiesen. Er wurde schließlich nach sieben Monaten entlassen. Das kommunistische Regime verfolgte ihn weiter und zerstörte seine Kirche, die er eigenhändig wieder aufbaute. 1971 wurde er zum Priester geweiht. Gabriel verbrachte einen Großteil seines späteren Lebens im Nonnenkloster der Heiligen Nino, das dem Samtawro-Kloster in der alten Stadt Mzcheta nördlich von Tiflis angeschlossen ist. Er lebte in Askese und wurde von Pilgern aufgesucht. Urgebadse starb 1995 und wurde auf dem Samtarowo-Kirchhof beigesetzt.

## Heiligsprechung und Verehrung
Die orthodoxen Christen glauben, dass Gabriel Heilkräfte und Hellsichtigkeit besaß, und seinem Grab werden Wunder zugeschrieben. Sein Grab wurde zu einer Pilgerstätte und 2012 erkannte ihn die georgisch-orthodoxe Kirche offiziell als Heiligen an. Im Januar 2014 verbreitete sich das Gerücht, Gabriel habe bei einer angeblichen Erscheinung einer Nonne in Mzcheta versprochen, dass denjenigen, die sein Grab kurz vor Weihnachten besuchen, am 7. Januar zwei Wünsche erfüllt werden. Dies löste mehrere Massenversammlungen in Samtarowo aus. Der Inhalt der Gerüchte wurden später dementiert.
Die Reliquien Gabriels wurden am 22. Februar 2014 exhumiert und in einer speziellen Krypta des Klosters Samtarowo beigesetzt. Vor der Beisetzung wurde sein Leichnam in vier großen orthodoxen Kathedralen Georgiens gezeigt, was Tausende von Gläubigen aus dem ganzen Land anlockte.